# U.S. Route 491
La US Route 491 (US 491) est une US Route auxiliaire de la US 91 dans la région des Four Corners aux États-Unis. La route passe au Nouveau-Mexique, au Colorado et en Utah.
Numérotée de 1926 à 2003 US 666, elle était alors une route auxiliaire de la US 66 et était surnommée la Devil’s Highway (« autoroute du diable ») à cause du nombre de la Bête. Cette connotation satanique, combiné avec un taux de mortalité élevé dans la partie située au Nouveau-Mexique et des vols réguliers de panneaux de signalisation, ont provoqué la renumérotation de l'autoroute en « 491 ».
L'autoroute passe par deux montagnes considérées comme sacrées par les Amérindiens : Ute Mountain et Shiprock, mais aussi d'autres sites d'intérêt comme le Parc national de Mesa Verde.

## Description du tracé

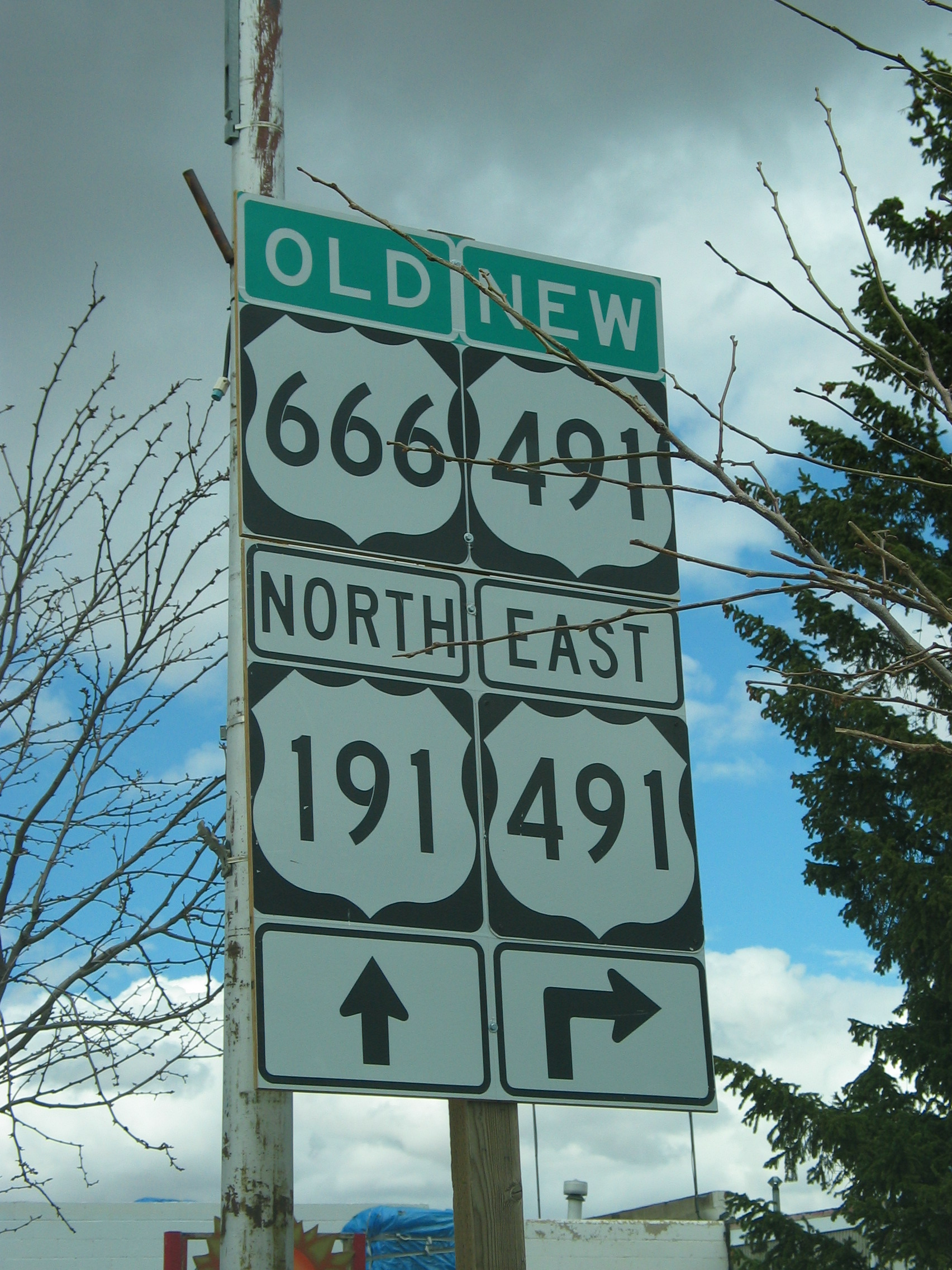
Panneaux de signalisation

La US 491 dessert les états du Nouveau-Mexique, du Colorado et de l'Utah. Avant 1992, la US 666 desservait aussi l'Arizona. Le segment en Arizona a été renuméroté séparément et fait maintenant partie de la US 191. L'ancienne US 666 était la seule route passant dans chacun des quatre états de la région des Four Corners. La route suit principalement un alignement du sud au nord, mais le segment en Utah est indiqué d'est en ouest.

### Nouveau-Mexique
La US 491 débute à Gallup, à une jonction avec l'I-40. Elle est le prolongement de la NM 602. Elle se dirige vers le nord sur Muñoz Drive en évitant le centre-ville. La rotue quitte Gallup et passe vers le nord dans la moitié est de la Nation Navajo. Sur son trajet vers le nord, la route passe par les petites communautés de Tohatchi, Buffalo Springs, Naschitti, Sheep Springs et Newcomb. La route atteint ensuite Shiprock, la plus grande ville desservie par la US 491. Elle y traverse la rivière San Juan en formant un court multiplex avec la US 64. Après avoir passé par Shiprock, la route continue vers le nord jusqu'à la frontière du Colorado.

### Colorado
La frontière entre le Nouveau-Mexique et le Colorado est l'endroit où la route passe de la Nation Navajo à la Réserve de Ute Mountain. La route passe à l'est de la Ute Mountain et adopte une trajectoire en diagonale vers le nord-ouest, dans le coin sud-ouest de l'état. La route quitte les terres réservées près de Cortez et du Parc national de Mesa Verde. Après avoir quitté Cortez, la route gagne progressivement en altitude alors qu'elle se dirige vers l'Utah. Tout juste à l'ouest de la route, celle-ci passe par Canyons of the Ancients National Monument. La route atteint finalement la frontière de l'Utah au nord-ouest de Dove Creek.

### Utah
Une fois en Utah, la US 491 continue de faire l'ascension des Abajo Mountains. Après avoir atteint une altitude de 7 000 pieds (2 100 m), la route arrive à une station de pesée et à la ville de Monticello. La US 491 entre dans la ville sur Central Street et prend fin près du parc de la ville, à une intersection avec la US 191, laquelle parcourt Main Street.

## Intersections majeures
Nouveau-Mexique
 I-40 / NM 602 à Gallup
 US 64 à Shiprock. Les routes forment un multiplex dans la ville.
Colorado
 US 160 près de Four Corners Monument. Les routes forment un multiplex jusqu'à Cortez.
Utah
 US 191 à Monticello